# Exocarpos sparteus
Exocarpos sparteus é uma espécie de planta endémica australiana, comummente conhecida como cereja esbelta, ou cerejeira nativa. A espécie é encontrada em todos os estados da Austrália continental.

## Ecologia
O fruto de E. sparteus é comido por Barnardius zonarius (Periquito-port-lincoln) e, presumivelmente, outras aves. Também se pensa que seja a espécie de Exocarpos comida por pessoas na Austrália, especialmente antes da colonização. A espécie é um hemiparasita, ganhando nutrientes de raízes de outras plantas, um processo realizado por muitos na família Santalaceae.